# IO Accelerator
HP StorageWorks IO AcceleratorはHPのBladeSystem Cクラスサーバ向けメザニンカードフォームファクタソリッドステートドライブの一種である。この製品はHPによって(米国時間)2009年3月2日に発表された。後継商品としては、Proliantサーバ向けのHP StorageWorks  PCIe IO Acceleratorが標準PCIeフォームファクタであり、そして様々なProliant DLおよびMLサーバでサポートされた。

## 仕様
メザニンアダプタは(9ワット以下しか使わない)帯域幅最大800 MB/s、レイテンシは50マイクロ秒以下と低いPCI Express×4レーンを使い、ブレードサーバへ接続する。
PCIeアダプタはモデルにもよるが、PCI Express Gen1.0×4レーン、×8レーン、またはGen2.0×4レーンを用いてサーバへ接続する。
IO Acceleratorは最初、容量80、160、320 GBで提供された。ほかの2モデルにはSLC NANDが使われたのに対し、320 GBモデルはMLC NANDを使用した。80と160 GBモデルは今となってはディスコンとなり、新しい640 GBモデルが登入された。より新しいモデルはMLC NANDを使用する。
PCIe IO Acceleratorは容量160、320、640 GB、および1.28 TBで提供された。2つのフォームファクタで提供される: ioDriveもしくはioDrive Duo (1つのPCIeカード上に2つのioDrives)。160 GBはSLC NANDだけ利用可能、320 GBはSLC DuoまたはMLCのいずれかとして利用でき、そして640 GBと1.28 TBは両方ともMLC Duoモデルのいずれかとして利用できる。
IO AcceleratorはType-1メザニンカードなので、ユーザはBL460cのようなハーフハイト・ブレードサーバ内に最大2枚インストールでき、そしてBL685cのようなフルハイト・ブレードサーバ内に最大3枚インストールできる。

## アーキテクチャ
IO Acceleratorには、Fusion-io社から取得したテクノロジーが含まれている。
アダプタは(SLCまたはMLCのどちらかの)NANDフラッシュメモリと、サーバーのPCI Expressファブリックに直接接続する(ヒートシンクの下にある)カスタムコントローラを組み合わせる。このカードには並行してアクセスされる25チャネルのNANDフラッシュが搭載されている。
Medusa Labsの性能テストは、IOzoneベンチマーク・ツールを用いてRed Hat Enterprise Linux 5.2で実行された。

## 制限事項
- IO Acceleratorはブートメディアとして使用できない。
- ドライバはLinuxとWindowsでのみ利用可能。
- 64ビット(x86-64)・カーネルのみがサポートされる[6]。

## リファレンス
1. ↑  “HP IO Accelerator for BladeSystem c-Class - Overview & Features”. 2011年7月12日時点のオリジナルよりアーカイブ。2009年3月10日閲覧。
2. ↑  “HP ProLiant BL460c - product overview”. 2008年9月18日時点のオリジナルよりアーカイブ。2009年3月10日閲覧。
3. ↑  “HP ProLiant BL685c G5 - product overview”. 2008年6月11日時点のオリジナルよりアーカイブ。2009年3月10日閲覧。
4. ↑  “Fusion-io Joins with HP to Accelerate Enterprise Server Application Performance”. 2009年3月20日時点のオリジナルよりアーカイブ。2017年4月27日閲覧。
5. ↑  “Archived copy”. 2009年2月6日時点のオリジナルよりアーカイブ。2009年3月10日閲覧。
6. ↑  “Archived copy”. 2013年10月15日時点のオリジナルよりアーカイブ。2013年4月24日閲覧。